# Megachile pusilla
Megachile pusilla là một loài Hymenoptera trong họ Megachilidae. Loài này được Pérez mô tả khoa học năm 1884.